# 돈의동
돈의동(敦義洞)은 서울특별시 종로구에 있는 동명으로 현재 종로3가역이 있는 지역이다. 돈의동의 동명은 1914년 4월 동명 개정 때 조선시대부터 이곳에 위치하였던 돈녕부(敦寧府)와 관련된 지명인 돈녕동(敦寧洞)의 ‘돈(敦)’자와 어의동(於義洞)의 ‘의(義)’자를 합성한 데서 유래되었다.

## 지명 유래
돈의동은 종로구 돈의동에 있던 마을로서, 조선시대부터 이곳에 있던 돈녕부(敦寧府)와 관련된 지명인 돈녕동의 ‘돈’자와 어의동의 ‘의’자를 합성한 데서 마을 이름이 유래되었다. 또 조선시대 명재상으로 알려진 채제공(蔡濟恭)과 채제민(蔡濟民) 형제가 의리 두텁게 이곳에 살았기 때문에 동명 유래가 되었다는 설도 전해지고 있다.

## 역사
돈의동은 《태조실록》에 의하면 조선 태조 5년(1396) 4월 1일 한성부 5부 방명(坊名)의 표지를 세울 때 한성부 중부의 정선방과 경행방 일부에 걸친 지역이었고, 영조 27년(1751)에 간행된 《도성삼군문분계총록》에 의하면 중부 정선방의 돈녕부상계 · 돈녕부하계 · 임기손계 · 금만년계, 경행방은 오순덕계가 돈의동 지역에 해당되었다.
고종 4년(1867)에 간행된 《육전조례》에는 이전 시기와 별다른 차이를 보이지 않았고, 1895년 윤5월 1일 칙령 제98호로 한성부 중서(中署) 정선방에 금만년계의 누동, 임기손계의 누동, 어의동계의 어의동, 돈녕계의 돈녕동 · 장대장동 · 누동, 경행방에 동구계의 주동, 어의동계의 어의동 · 교동, 교동계의 어의궁동, 오순덕계의 어의동 · 교동, 누동계의 누동, 탑동계의 교동, 포병계의 교동 일원이 해당되었다.
1910년 10월 1일 조선총독부령 제7호에 의해 한성부 중서에서 경성부 중부로 바뀌었고, 1911년 4월 1일 경기도령 제3호에 의해 개편된 중부의 장대장동 · 한동 · 어의동 · 누동 · 주동 일부 지역이 1914년 4월 1일 경기도고시 제7호에 따라 새로 통합되면서 돈의동으로 칭하였다. 1914년 9월 27일 경성부조례 제8호로 북부출장소의 관할에 속하고 1915년 6월 1일에는 북부출장소의 폐지로 경성부 직할이 되었다.
1936년 4월 1일 조선총독부령 제8호로 경성부 관할구역이 확장되고 경기도고시 제32호로 동 명칭이 개정될 때 경성부 돈의정이 되고, 1943년 6월 10일 조선총독부령 제163호에 의한 구제도(區制度) 실시로 종로구가 신설되면서 경성부 종로구 돈의정이 되었다. 광복 후 1946년 10월 1일 서울시헌장과 미군정법령 제106호에 의해 일제식 동명을 우리 동명으로 바꿀 때 돈의동이 되어 현재가 되었다.

### 해방 이후
해방 직후, 탑골공원부터 종로5가까지 이어지는 가로로 긴 지역에 종삼(鍾三)이라는 성매매 밀집지역이 생겨났고, 김현옥 서울특별시장 재임 중이던 1968년 가을에 모두 없어졌다. 종삼에서 성매매업소가 빠진 자리에 1970년대부터 쪽방 영업이 시작되면서, 돈의동 일대의 쪽방 건물은 한옥을 기본으로 방을 좁게 나누고 벽돌로 2층까지 쌓은 독특한 경관을 보이게 되었다. 지금도 돈의동의 중심에는 외환위기 이후 빈민들이 모여 생계를 유지하는 쪽방촌이 있는데, 2003년 당시 90여 개 건물에 651개의 방이 쪽방으로 영업하고 있다고 조사되었다.
2014년 7월에는 돈의동 동의빌딩 내 5개 층에 연면적 1053m2 규모로 베이비붐 세대의 인생설계, 사회공헌, 창업·취업을 지원하는 서울시 도심권인생이모작지원센터가 종로구 돈의동에 10일 문을 열었다. 2013년 2월 은평구에 이어 2호가 되었다. 도심 중심부에 자리잡아 접근성이 뛰어나다. 2015년부터 도시취약지역 생활여건개조사업(새뜰마을사업)에 선정되어 공동작업장을 건설하는 등 개선이 이루어졌으나, 열악한 생활 여건이 크게 나아지지는 않았다.

## 참고 문헌
- 『서울육백년사』 (서울특별시사편찬위원회, 1981년)
- 『한국개항기도시사회경제사연구』(손정목 저, 일지사, 1982년)